# سليم البشري
سليم بن أبي فراج بن سليم بن أبي فراج البشري (1248 - 1335 هـ) عالم مسلم، كان شيخ الأزهر في عصره، وواحد من المشايخ الستة الذين تولوا مشيخة الأزهر مرتين، وهو من فقهاء المالكية.

## مولده ونشأته
ولد في قرية محلة بشر التابعة الآن لمركز شبراخيت بمحافظة البحيرة لعام 1248 هجري. في عائلة من العائلات الميسورة، ولما بلغ السابعة من العمر توفي والده، وتلقى مبادئ العلم، وحفظ القرآن الكريم في قريته، وفي التاسعة من عمره سافر إلى القاهرة لطلب العلم، ونزل في بيت خاله، وقرأ عليه العلوم وروايات القرآن، وكان يتعبد في المسجد الزينبي ليلا، ويذهب إلى الأزهر نهارا لتلقي الدروس، وقد عُين خاله أمينا لكسوة المحمل في أول ولاية سعيد باشا، فخرج معه إلى الحجاز حاجّا.

## حياته العلمية
درس الشيخ سليم في أعرق جامعة إسلامية ألا وهي الجامع الأزهر، وقد ترقى في المراتب العلمية والروحية حتى نال تلك المنزلة الرفيعة وهي تولي مشيخة الأزهر لفترتين متعاقبتين كانت الأولى سنة 1899 م، والثانية استمرت من سنة 1909 ميلادي حتى سنة وفاته 1917 ميلادي. تميزت فترة توليه لمشيخة الأزهر بالحزم وحسن الإدارة حيث تم في عهده تطبيق نظام امتحان الراغبين في التدريس بالأزهر.

## مؤلفاته
أثرى الشيخ البشري المكتبة الأزهرية والإسلامية عموما بمؤلفات نذكر منها:
- «وضح النهج» شرح نهج البردة لأحمد شوقي
- «حاشية تحفة الطلاب لشرح رسالة الآداب»
- «تقرير علي السعد»
- «حاشية على رسالة الشيخ عليش في التوحيد»
- «الاستئناس في بيان الأعلام وأسماء الأجناس» وهو بحث في النحو عُوِّل عليه كثيرا في التدريس بالأزهر
- «المقامات السنية في الرَّد على القادح في البعثة النبوية»
- «عقود الجمان في عقائد أهل الإيمان»

## ذريته
عرف في جيله بأنه والد 6 من العلماء المشايخ، وأشهرهم هو ابنه عبد العزيز البشري، الأديب المشهور الذي كان مراقبا عاما للمجمع اللغوي، وعبد الله، ومحمد طه، وهو أكبرهم، وأحمد، وعبد الرحيم، وعبد السلام وهو ايضا والد المستشار عبد الفتاح البشري رئيس محكمة الاستئناف حتى وفاته سنة 1951، وحفيده هو طارق عبد الفتاح البشري المستشار المعروف.

## وفاته
توفي في شهر ذي الحجة سنة 1335 للهجرة في القاهرة، ودفن في مدفن السادة المالكية بقرافة السيدة نفيسة.